# Bardufoss
Bardufoss is het economisch centrum van de gemeente Målselv in de provincie Troms in het noorden van Noorwegen. Het wordt gevormd door de drie dorpen Andselv, Andslimoen, and Heggelia. Bardufoss ligt in Målselvdalen, een dal waar de rivieren Barduelva en Målselva samenvloeien. Het gebied ligt circa 82 km ten noorden van de stad  Narvik en circa 70 km ten zuiden van de stad Tromsø. In Bardufoss ligt de Luchthaven Bardufoss. Het gebied is 296 ha groot en telde in 2017 2.545 inwoners, waarmee de bevolkingsdichtheid in die tijd 860 inwoners per km2 was.

## Militair vliegveld

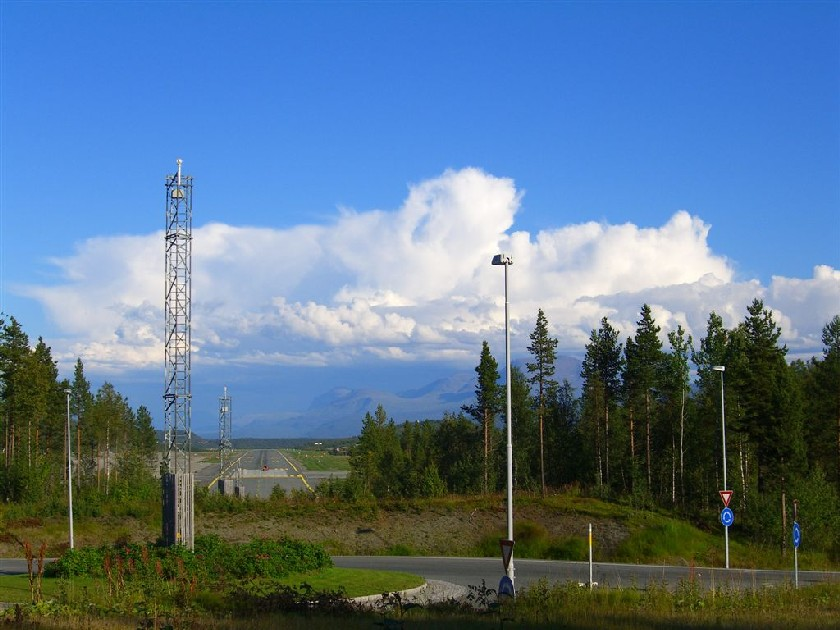
Startbaan van het vliegveld van Bardufoss: Bardufoss lufthavn.

Bardufoss heeft een burger- en militair vliegveld, Bardufoss lufthavn, waar  bommenwerpers,  straaljagers zoals  F-16's en andere zware vliegtuigen kunnen landen. Bardufoss was ook de thuisbasis van de 6e divisie van het Noorse leger (ontbonden in 2009).
De General Fleischers veg (Generaal Fleischerweg) is een straat in Bardufoss die is vernoemd naar de Noorse generaal Carl Gustav Fleischer.
Het vliegveld werd op 19 maart 2011 door een Noorse minister omgedoopt tot Snowman International na de landing van een commercieel luchtvaartuig dat uit de Engelse stad Manchester kwam.

## Natuur
Bardufoss is rijk aan flora. Het bos bestaat oorspronkelijk uit  zachte berken,  grove dennen,  populieren en  witte elzen. Sinds het midden van de twintigste eeuw worden er echter ook – voor commerciële doeleinden (hout) –  fijnsparren aangeplant.

## Klimaat
Bardufoss en Målselvdalen liggen niet ver van de kust, maar hebben vergeleken met de kuststreken meer een  land- dan een zeeklimaat met koudere  winters, maar met een lagere luchtvochtigheid en niet veel wind. Het gebied is in de winter erg sneeuwzeker en op zomerdagen is het er vaak warmer dan in Tromsø. ‘s Winters zijn er gemiddeld 93 dagen waarop de temperatuur -10 °C of lager is en 28 dagen waarop de temperatuur -20 °C of lager is. Het winterseizoen heeft gemiddeld 68 dagen met ten minste 50 cm  sneeuwbedekking, 126 dagen met ten minste 25 cm sneeuwbedekking, en 179 dagen met ten minste 5 cm sneeuwbedekking. In het warme seizoen zijn er jaarlijks gemiddeld 116 dagen waarop de gemiddelde dagtemperatuur 10 °C of hoger is en 22 dagen met een gemiddelde dagtemperatuur van 20 °C of hoger. De hoeveelheid  neerslag is vrij matig; gemiddeld zijn er 75 dagen per jaar waarop ten minste 3 mm neerslag valt en 15 dagen met ten minste 10 mm neerslag. Deze informatie is gebaseerd op gegevens van www.met.no (de website van het Noorse meteorologisch instituut) met 1971-2000 als basisperiode.
Recent is er sprake van een temperatuurstijging. Zes van de maandelijkse warmterecords zijn van na 2000. In november 2019 werd het kouderecord gebroken.
- National Archives and Records Administration: 10038012
- Virtual International Authority File: 6832150033004111180002